# フリードリヒス・マールベルジス
フリードリヒス・マールベルジス（ラトビア語: Frīdrihs Mālberģis、1824年1月1日 - 1907年3月3日）は、クールラント（今のラトビア）の詩人、教師、牧師である。ラトビアの第一次民族覚醒の動きの中で、ラトビア語による詩作、ラトビア民族叙事詩における先駆的な創作を行った。

## 経歴
フリードリヒス・マールベルジスは、1824年1月1日（ユリウス暦では1823年12月20日）に、ロシア帝国クールラント県のドゥンダガで生まれた。
マールベルジスは、1840年に設立されたばかりのイルラヴァ師範学校で学び、卒業後はドゥンダガ教区にあったクベレス学校（Kubeles skola）で教員となった。クベレス学校の先任にはエルネスツ・ディンスベルグスがおり、マールベルジスはディンスベルグスに学んで詩作を始め、『ラトビア人新聞』で発表するようになった。また、クベレスでの教え子の中には、膨大なラトビア民謡を収集編纂し、『ダイナス』を出版した「ラトビア民謡の父」クリシュヤーニス・バロンスもいた。
1850年、マールベルジスはリーガへ出て、1年程を過ごす。その後、リンデ（Linde）・ビルズガレで教師を務める。1856年にはセツェへ移り、以後はその地に暮らした。教師だけでなく、教会の牧師を務めていたマールベルジスは、聖歌隊の育成にも力を入れていた。マールベルジスの代表的な詩は、セツェに移ってから作られたものである。
マールベルジスは、1887年には教職を退いたが、詩作は亡くなる直前まで続けていた。1907年3月3日、マールベルジスは83歳で亡くなった。死後はセツェの墓地に葬られ、1924年には教え子や地元の人々によって記念碑が建てられた。

## 創作
『ラトビア人新聞（Latviešu Avīzes）』で始まった、マールベルジスの詩の発表は、その後『わが家の客人』、“Austrums”、“Pēterburgas Avīzēs”、“Baltijas Vēstnesis”などの新聞・雑誌へその場を広げていった。
民族覚醒運動によって光が当たった、ラトビアの民謡・民話に触発されたマールベルジスは、ラトビア民族の神話的時代と、その後の運命を理解し、表現しようとした。マールベルジスが暮らしていたセツェは、幻想的な景観の（スタブラツェ）に近く、古い伝承が豊富に伝わっていた。マールベルジスは伝承を収集し、それをまとめ上げて、1つのラトビア民族叙事詩を初めて生み出した。それが、1869年に発表した“Staburags un Liesma jeb: Veci un jauni laiki”である。この詩は、民族叙事詩の創作の下地を作り、後にアウセクリス（ミチェリス・クログゼミス）やアンドレイス・プンプルスへ受け継がれ、ラトビア民族叙事詩の代表作『ラーチプレーシス』（邦題: 『勇士ラチプレシス』）に結実した。
マールベルジスの詩作の集大成といえる詩集が、1880年に出版された“Dzejas skaņas”である。この詩集には、叙事詩も叙情詩もあり、ラトビア各地の伝承に基づくおとぎ話的な詩も含まれるが、詩の文学的側面を重視し、形式や技法にこだわり、簡潔・明瞭な言葉による表現を追求したマールベルジスにとっては、相性の良い分野とはいえない。本領は寧ろ、暮らしの様々な事象を現実主義的な視点で表現した詩であった。
その他、小説“„Platā ēna”（1885年）、“Staburags un Liesma”よりも的を絞った叙事詩の“Sēris un Nāra”（1886年）、一人娘エミーリヤの死を悼んで作った歌集“Bēru dziesmas visādām vajadzībām sētā un kapsētā”（1892年）などがある。また、“Staburags un Liesma”の創作にあたり、ラトビア史観に関して影響を受けたガルリープ・メルケルの伝記“Garlība Merķeļa mūža strauts”も執筆し、これは死後の1934年に“Burtnieks”誌に掲載された。

## 人物
マールベルジスは、思慮深い人物であったが、保守的で、人当たりが良いわけではなかったようである。
マールベルジスは、ラトビアの民族覚醒運動に関わりがあったが、運動に積極的に参画していたわけではない。敬虔なキリスト教徒であったマールベルジスは、民族の称揚をその信条に優占させることはなかった。民族運動の原動力の一つである、バルト・ドイツ人による支配への反発にしても、マールベルジスの場合、ドイツ人支配者層への非難一辺倒ではなく、ラトビア人とドイツ人の対立が融和的に解消する未来を思い描いているところがあった。